# Алекс Сандро
Алекс Сандро Лобо Силва (порт. Alex Sandro Lobo Silva; 26. јануар 1991) професионални је бразилски фудбалер који игра на позицији левог бека у одбрани. Тренутно наступа за Фламенго.

## Клупска каријера

### Почетак каријере
Алекс Сандро је прошао омладинску школу Атлетико Паранаинсеа за који је дебитовао 2008. године. Провео је две сезоне у клубу да би потом отишао на позајмицу у Сантос, а званично је био члан клуба Депортиво Малдонадо.

### Порто
Дана 23. јула 2011. године потписао је уговор са Портом. У клубу је провео непуних пет сезона и забележио преко 100 утакмица у свим такмичењима.

### Јувентус
Дана 20. августа 2015. године придружио се Јувентусу за своту од 26 милиона евра. У Серији А је дебитовао против Кјева 12. септембра. Током наредних неколико мечева био је један од важнијих играча Јувентуса јер је забележио асистенције у мечевима против Милана и Манчестер Ситија. Свој први гол за Јувентус Сандро је постигао против Удинезеа у победи од 4:0.

## Репрезентативна каријера
Сандро је за сениорску репрезентацију Бразила дебитовао против Габона. Свој први гол за Бразил постигао је на пријатељској утакмици против Саудијске Арабије.

## Успеси

### Клупски
Сантос
- Куп Бразила: 2010.
- Копа либертадорес: 2011.
- Шампионат Паулиста: 2010, 2011.

Порто
- Прва лига Португалије: 2011/12, 2012/13.
- Суперкуп Португалије: 2013.

Јувентус
- Серија А: 2015/16, 2016/17, 2017/18, 2018/19, 2019/20.
- Куп Италије: 2015/16, 2016/17, 2017/18, 2020/21, 2023/24.
- Суперкуп Италије: 2018.

### Репрезентативни
Бразил до 20
- Првенство Јужне Америке до 20 година: 2011.
- Светско првенство до 20 година: 2011.

Бразил до 23
- Олимпијске игре: сребро 2012.

Бразил
- Копа Америка: 2019.

### Индивидуални
- Тим сезоне Серије А: 2016/17,[10] 2017/18.[11]